# Terry Hart
Terry J Hart, född 27 oktober 1946 är en amerikansk astronaut uttagen i astronautgrupp 8 den 16 januari 1978.

## Familjeliv
Hart är gift med Wendy Marie Eberhardt med vilken han har två barn med.

## Karriär
Hart lämnade NASA 15 juni 1984

## Rymdfärder
STS-41-C